# Ангелохорска лагуна
Ангелохорската лагуна, още Карабурунската лагуна или Тузла (на гръцки: Λιμνοθάλασσα Αγγελοχωρίου, Λιμνοθάλασσα Μεγάλου Εμβόλου), е малка лагуна на Халкидическия полуостров, Гърция.

## Местоположение
Лагунат е разположена на нос Голям Карабурун, югоизточно от село Ангелохори.

## Описание
Площта на лагуната е приблизително 377,2 ha. Тази зона е дом на множество видове птици, а по дъното на морската зона има ливади от защитения вид  Posidonia  oceanica.
В тази зона има разнообразни хабитати, които са местообитание за много видове флора и фауна. Лагунат е част от защитена зона от „Натура 2000“.